# Персональний автоматичний транспорт

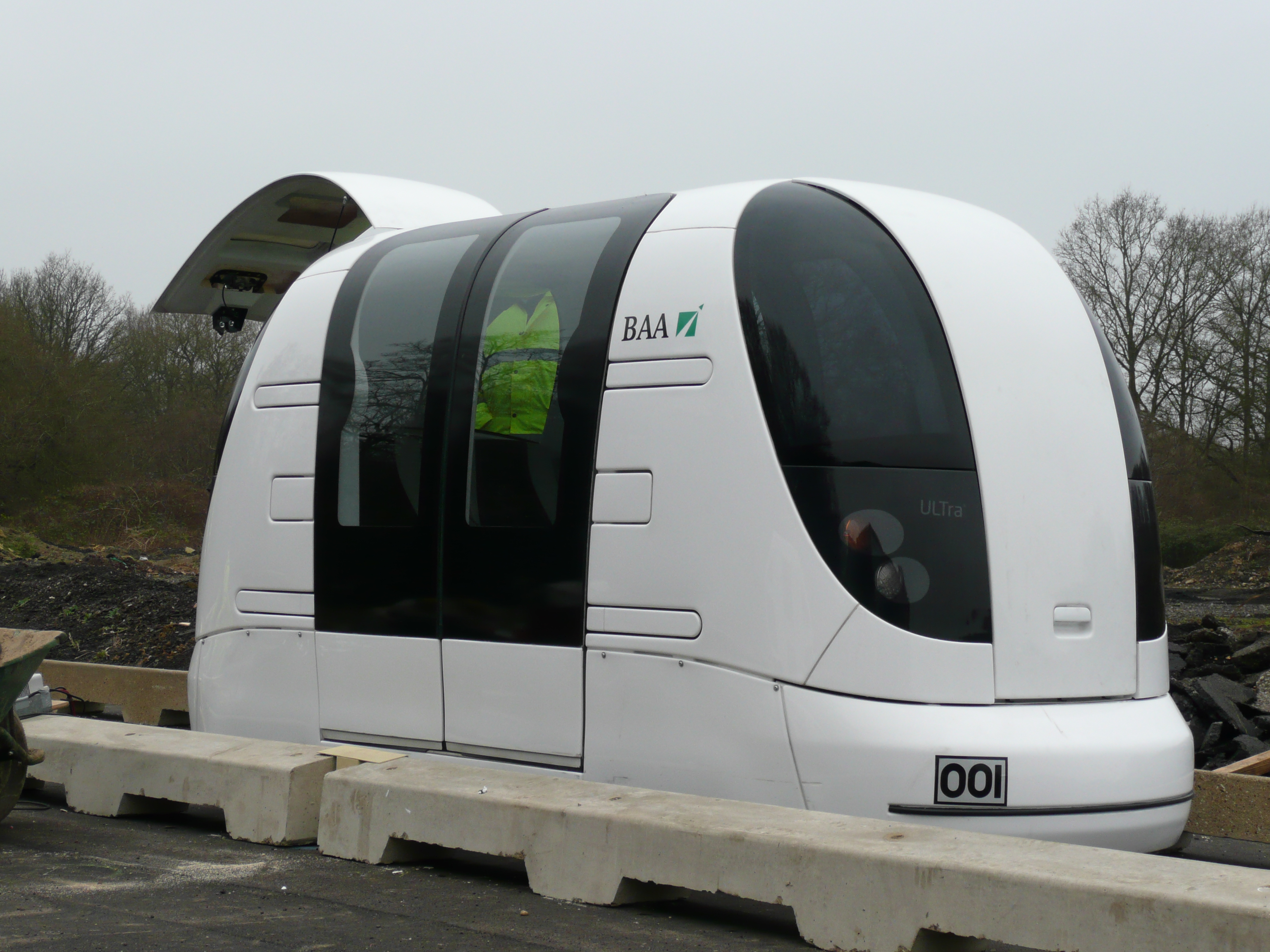
ULTra PRT автомобіль на випробувальному треку у Лондоні

Автомати́чний тра́нспорт для окре́мих осі́б (англ. Personal rapid transit) — автоматичний засіб типу таксі, який переміщується по рейках або напрямних. Це рідкісний вид транспорту (якщо не рахувати ліфта) у зв'язку зі складністю автоматизації. У повному обсязі система може поєднати велику частину зручності індивідуальних автомобілів з ефективністю громадського транспорту. Найважливішим нововведенням є те, що автоматизовані транспортні засоби:
- везуть декілька пасажирів;
- з'їжджають з напрямної, щоб забрати пасажирів (дозволяючи іншим транспортним засобам PRT продовжувати рух на повній швидкості);
- висаджують їх на місце за їхнім вибором (а не на зупинці).

Звичайні моделювання показують, що транзитний PRT може залучити багатьох користувачів авто у проблемних середньої щільності міських районах. Тривають випробування ряду експериментальних систем.
Можна було б порівняти Personal Rapid Transit з більш трудомісткими таксі або схожими видами транспорту, або (вже автоматизованими) ліфтами, які є в багатьох громадських місцях.